# Joan Regan
Pour les articles homonymes, voir Regan.
Joan Regan, née le 19 janvier 1928 à Romford et morte le 12 septembre 2013 à Londres (à 85 ans), est une chanteuse de musique pop traditionnelle britannique, populaire dans les années 1950 et 1960. Ses titres les plus célèbres sont Ricochet, May You Always et  If I Give My Heart to You.

## Biographie
Née à Romford, en ce temps dans l'Essex et aujourd'hui dans le borough londonien d'Havering, de parents irlandais, Joan se marie à Dick Howell, parachutiste de l'armée américaine, à l'âge de 18 ans. Le couple s'établit à Burbank, en Californie. Joan devient la mère de trois enfants, deux fils et une fille, cette dernière décédant peu de temps après sa naissance. Sa disparition fragilise le ménage qui se dissout. Après son divorce, Joan rentre au Royaume-Uni, accompagnée de ses deux fils.
Ambitionnant de faire carrière dans la chanson, elle mûrit ce projet tout en travaillant auprès de son beau-frère, détaillant fruitier, à Covent Garden. Au fil du temps, sa détermination finit par s'avérer payante. Son amitié avec un directeur de banque lui fait peu à peu mettre en lumière ses talents. Ce dernier lui demande de participer à un enregistrement privé pour l'un de ses clients.
Peu à peu, elle se fait connaître grâce aux enregistrements des titres Too Young et I'll Walk Alone, et signe un contrat d'enregistrement pour le label Decca Records en 1953. Elle choisit de ne pas se limiter à chanter des ballades et s'oriente de plus en plus vers la variété. Elle interprète ainsi des hits américains de Teresa Brewer avec Ricochet, Till I Waltz Again with You et Jilted, Doris Day avec If I Give My Heart to You et  Jill Corey avec Love Me to Pieces et Cleo and Me-O. Au cours des années 1950, elle devient l'une des chanteuses de variété britannique les plus populaires, véhiculant une image porté sur le glamour.
Joan devient par la suite la chanteuse principale du show télévisé Quite Contrary du producteur de la BBC Richard Afton, bien  qu'elle n'intervienne qu'en 1954, étant en tournée pendant la première saison. Regan est plus tard remplacée par Ruby Murray. Durant la seconde moitié des années 1950, elle fait plusieurs apparitions remarquées au London Palladium, comme à l'occasion du spectacle Stars In Your Eyes. Joan apparaît dans son propre rôle dans le film Hello London en 1958. Cette année-là, elle quitte Decca Records pour signer un nouveau contrat auprès de EMI's HMV (May You Always), puis, deux ans plus tard, de Pye Records (Happy Anniversary et Papa Loves Mama).
En 1957, Joan Regan se remarie avec Harry Claff, manager au box-office du London Palladium. De leur union, naît une fille. Cependant, le couple divorce en 1963, après que Claff ait été condamné à une peine de cinq ans de prison pour fraude. Elle connaît alors une période difficile et fait une dépression nerveuse. Joan prend la décision de quitter le pays pour prendre un nouveau départ.
Au cours des années suivantes, elle voyage à travers le monde et fait la rencontre du docteur Martin Cowan, qu'elle épouse en 1968. Le couple s'établit en Floride en 1980. Aux États-Unis, Regan enregistre deux hits pour le label Columbia Records. En 1984, elle chute accidentellement dans sa salle de bain et doit être hospitalisée. Le choc ayant provoqué une hémorragie cérébrale, elle est paralysée et perd l'usage de la parole. Après plusieurs mois de rééducation et de nombreuses thérapies, elle est à nouveau en mesure de poursuivre sa carrière. En 1987, sort un double-album,  Unchained Melodies, qui regroupe plusieurs de ses anciens tubes parmi d'autres interprétés par Dickie Valentine, Lita Roza et Jimmy Young.
De retour au Royaume-Uni dans les années 1990, elle signe un nouveau contrat pour le label Nectar Records, entre 1992 et 1996, pour lequel elle produit un single (You Needed Me) et deux albums (The Joan Regan Collection et Remember I Love You).
Joan Regan continue de chanter jusqu'à l'âge de 82 ans. Elle meurt à Londres le 12 septembre 2013, âgée de 85 ans.

## Discographie

### Singles
- 1953 : Ricochet (cover de Teresa Brewer)
- 1954 : Someone Else's Roses (cover de Doris Day)
- 1954 : If I Give My Heart to You (cover de Doris Day)
- 1954 : Wait For Me, Darling (avec The Johnston Brothers)
- 1955 : Prize of Gold
- 1955 : Open Up Your Heart
- 1959 : May You Always (cover The McGuire Sisters)
- 1960 : Happy Anniversary  (cover de Jane Morgan)
- 1960 : Papa Loves Mama
- 1960 : One of the Lucky Ones
- 1961 : It must be Santa

### Albums
- 1956 : Just Joan (Decca Records)
- The Girl Next Door (Decca Records)
- 1961 : Joan And Ted (Pye Records)
- 1996 : Remember I Love You (Nectar Music)